# Bolszeprudnyj
Bolszeprudnyj (ros. Большепрудный) – osiedle w Rosji, w obwodzie orenburskim, w rejonie pierwomajskim. W 2010 liczyło 198 mieszkańców.